# Honda Avancier
Honda Avancier —  два покоління легкових автомобілів, що виготовляються компанією Honda. Перше покоління пропонувалося в кузові універсал, друге покоління виготовляється у вигляді кросовера.

## Перше покоління

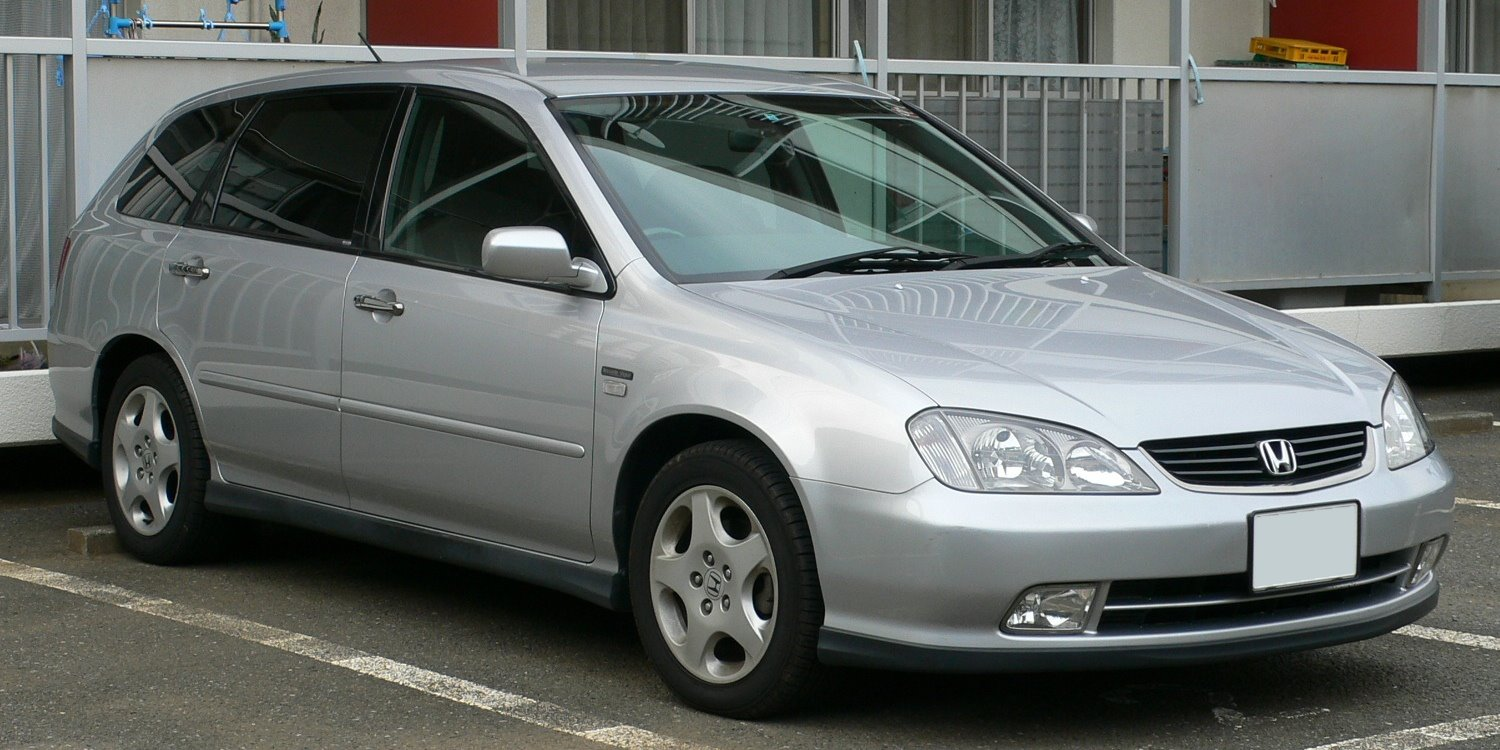
Honda Avancier І (1999-2003)

Перше покоління в кузові універсал на базі Accord з поперечним розташуванням двигуна, виготовлялося з 1999 по 2003 роки тільки для японського ринку. Avancier був випущений, щоб заповнити нішу між Accord і Odyssey 2-го покоління, тобто за характеристиками і оснащенню ця модель близька до Odyssey (побудованому також на технічній основі моделі Accord), але виконана в більш легковому і меншому кузові, має 2 ряди крісел (на відміну від 3-рядного Odyssey). Від Accord використана легкова, добре керована багатоважільна незалежна підвіска всіх коліс автомобіля. Від Odyssey дана модель отримала такі переваги, як величезний (для легкового автомобіля) комфортабельний люкс-салон, подвійний кондиціонер з клімат-контролем, велику місткість і вантажопідйомність і т.д. Оснащується переднім або повним приводом і виключно автоматичною коробкою передач. Встановлювалися двигуни F23A (4 циліндри в ряд, обсяг 2,3 л, потужність 150 к.с.) і J30A (6 циліндрів V-подібно, обсяг 3,0 л, потужність 215 к.с.). Однією з особливостей є важіль коробки на передній панелі, а не на підлозі між сидіннями, з можливістю ручного перемикання передач Honda S-matic (як і на Odyssey 2-го покоління), що дає можливість пасажирам переміщатися між рядами, не виходячи з салону.

## Друге покоління

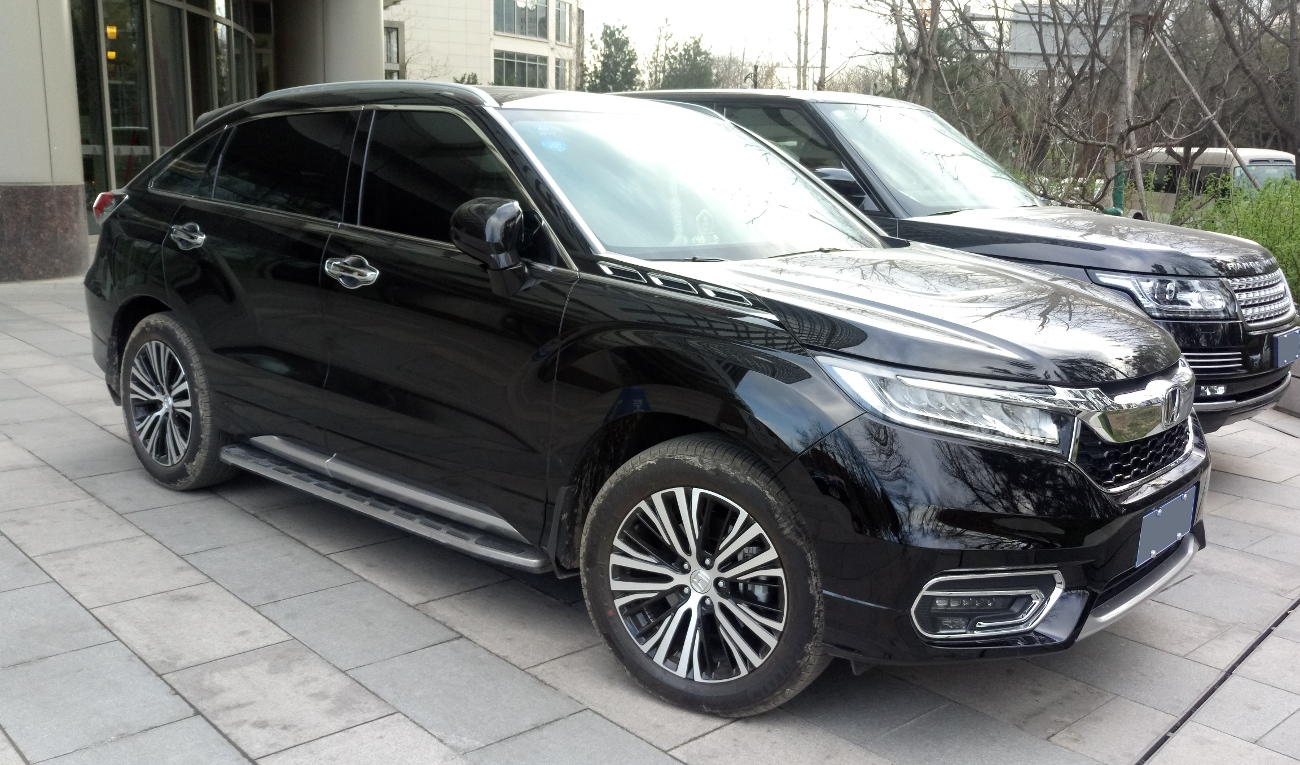
Honda Avancier ІІ

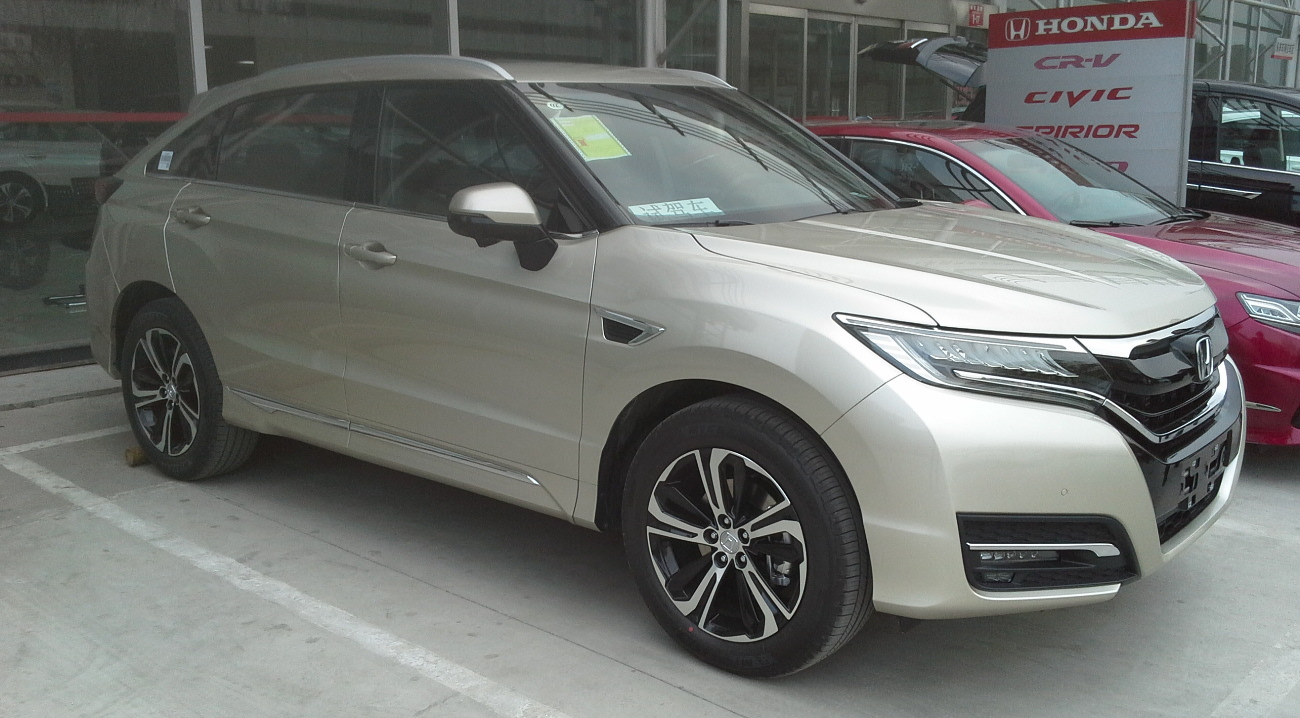
Honda UR-V

Honda Avancier другого покоління дебютував у вигляді концепт-кару Concept D на автосалоні в Шанхаї в 2015 році, передсерійна версія показана на автосалоні в Пекіні в квітні 2016 року. Серійна модель показана на автосалоні в Ченду показаний в 2016 році, а продажі в Китаї почались 31 жовтня 2016 року.
Автомобіль збудовано на шасі Honda Accord і комплектується 2,0-літровим турбодвигуном потужністю 272 к.с., що  працює з 9-ступінчастою автоматичною коробкою передач ZF. Стандартно автомобіль має передній привід, за доплату він може бути оснащений повним приводом. У березні 2017 року дебютувала версія з 1,5-літровий бензиновим турбодвигуном потужністю 193 к.с.
20 березня 2017 року на ринок Китаю  вийшла Honda UR-V. Це майже точна копія Honda Avancier, від якої відрізняється передньою і задньою частиною та бамперами. Оскільки Honda має два спільних підприємства на китайському ринку, Honda UR-V, виготовляється на Dongfeng Honda Automobile, а Avancier виготовляється на підприємстві Guangzhou-Honda.

### Двигуни
- 1.5 L L15B7 Earth Dreams VTEC Turbo I4-T 196 к.с.
- 2.0 L K20C3 Earth Dreams VTEC Turbo I4-T 272 к.с.